# 前平井
前平井（まえひらい）は、千葉県流山市の町名。郵便番号は270-0152。2011年3月1日現在の人口は400人。

## 地理
流山市南部に位置する。全域がつくばエクスプレス沿線開発に伴い、1998年（平成10年）～2010年（平成22年）にかけて千葉県が施行する｢流山都市計画事業運動公園地区一体型特定土地区画整理事業｣の施行地域であり、地域内に首都圏新都市鉄道つくばエクスプレス流山セントラルパーク駅、流山警察署流山セントラルパーク駅前駐在所、流山市総合運動公園の一部がある。
流山セントラルパーク駅前は下層階に店舗を設けたマンションが並び、それ以外は戸建を中心とした住宅街として整備されている。
東は古間木、西は平和台、南は中、北は加・後平井と接している。

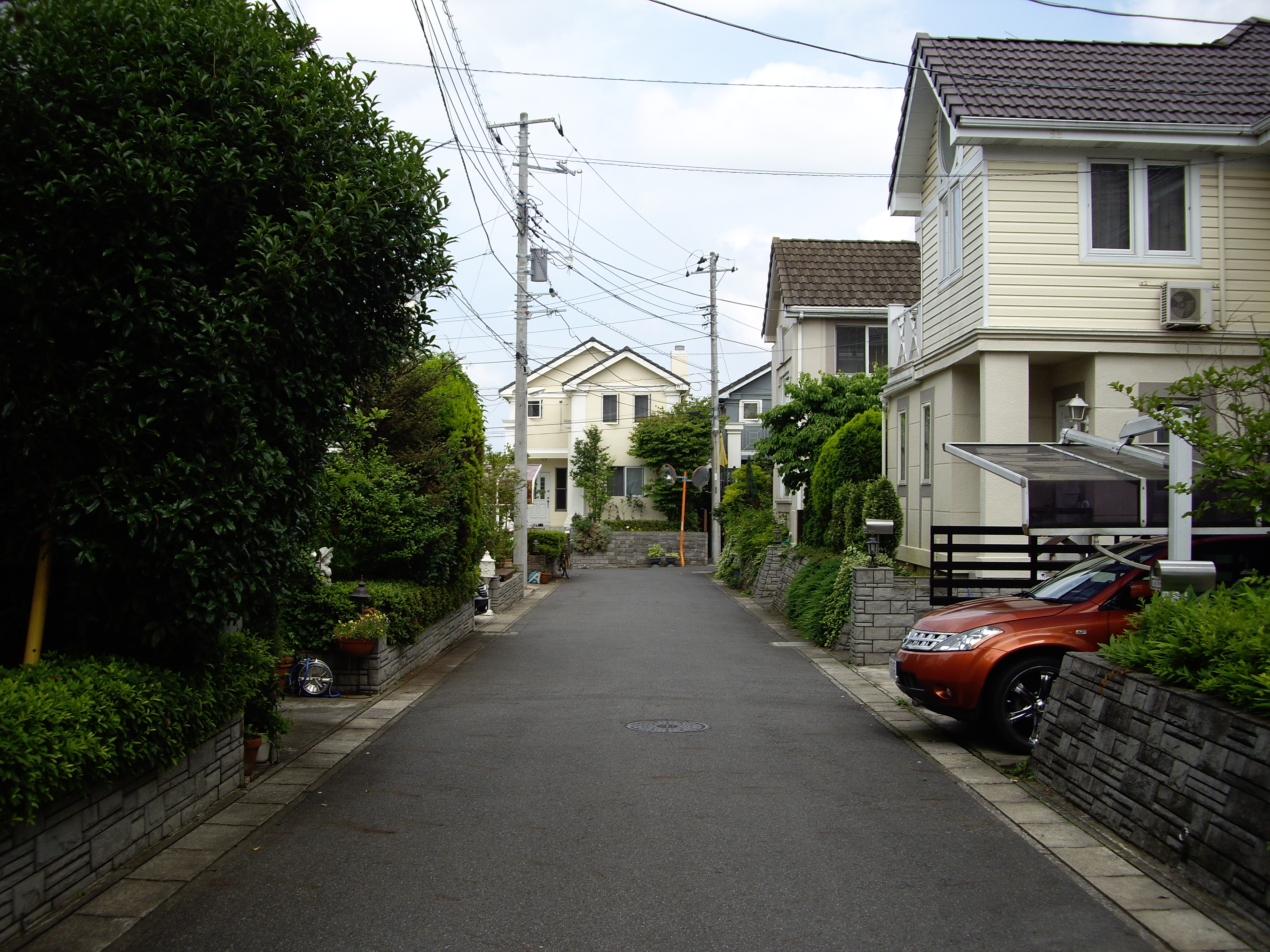
前平井の住宅街

## 歴史

### 沿革
- 1869年（明治2年）　葛飾県葛飾郡前平井村となる。
- 1871年（明治4年）　廃藩置県により印旛県葛飾郡前平井村となる。
- 1873年（明治6年）　県の統合及び、郡の分割により千葉県東葛飾郡前平井村となる。
- 1889年（明治22年）　東葛飾郡市野谷村、芝崎村、中村、後平井村、古間木村、長崎村、思井村、名都借村、野々下村、前ヶ崎村、向小金新田、大畔新田、駒木村、十太夫新田、駒木新田、青田新田、初石新田と合併し、東葛飾郡八木村大字前平井となる。
- 1951年（昭和26年）4月1日　流山町、新川村と合併し、東葛飾郡江戸川町大字前平井となる。
- 1952年（昭和27年）1月1日　江戸川町が流山町に改称。東葛飾郡流山町大字前平井となる。
- 1967年（昭和42年）1月1日　市制施行により、流山市大字前平井となる。

## 小字
前平井には3の小字が存在する。ここでは西から順に列挙する。
- エボウチ
- 堀込
- 下田

## 小・中学校の学区
市立小・中学校に通う場合、学区は以下の通りとなる。
| 地域 | 小学校       | 中学校     |
| ---- | ------------ | ---------- |
| 全域 | 八木南小学校 | 八木中学校 |

## 施設
- 流山セントラルパーク駅 － 前平井字堀込
- 流山セントラルパーク駅前駐在所 － 前平井字堀込
- 流山市総合運動公園 － 前平井字下田（南入口）
- Central Park Cafe － 前平井字堀込